# 석정여자중학교
석정여자중학교(石正女子中學校)는 대한민국 강원특별자치도 영월군 영월읍 하송리에 있는 사립 중학교이다.

## 학교 연혁
- 1961년 5월 11일 : 석정학원 설립인가
- 1961년 11월 25일 : 석정여자중학교 6학급 인가
- 1969년 10월 23일 : 석정여자중학교 12학급 인가
- 1971년 7월 5일 : 영월읍 하송리 318번지에 교사 신축 이전
- 1977년 3월 1일 : 중학교, 고등학교 분리운영
- 1987년 9월 30일 : 운동장 준공
- 1992년 12월 31일 : 본관 신축공사 완공
- 2011년 3월 1일 : B-2형 영어교과교실제 자율(연구)학교 운영(5년간)
- 2014년 3월 1일 : 선진형 교과교실제 운영
- 2014년 4월 18일 : 다목적실(백서관) 완공
- 2022년 10월 1일 : 공경화 교장 취임
- 2023년 1월 2일 : 제60회 졸업식(졸업생 총 9,911명)
- 2024년 1월 3일 : 제61회 졸업식

## 참고 자료
- 석정여자중학교 - 한국교육학술정보원 학교알리미